# Смолян (община)
Смо́лян (болг. Община Смолян) — община в Болгарии. Входит в состав Смолянской области. Население составляет 46 875 человек (на 21.07.05 г.).
Кмет (мэр) общины Смолян — Николай Тодоров Мелемов (Граждане за европейское развитие Болгарии (ГЕРБ)) по результатам выборов 2011 года, прежде кметом была Дора Илиева Янкова (Болгарская социалистическая партия (БСП)) по результатам выборов 2007 года в правление общины.

## Состав общины
В состав общины входят следующие населённые пункты:
| - Алиговска - Арда - Белев-Дол - Билянска - Бориково - Бостина - Буката - Букаците - Виево - Влахово - Вылчан - Вырбово - Габрица - Гела - Гоздевица - Горна-Арда - Горово - Гудевица - Димово - Дунево - Еленска - Елёво - Заевите - Змиево - Исёвци - Катраница - Киселчово - Кокорово - Кошница - Кремене - Кукувица - Кутела - Левочево - Липец - Лыка - Люлка - Милково - Могилица - Момчиловци - Мугла | - Надарци - Орешец - Остри-Пазлак - Петково - Пештера - Писаница - Подвис - Полковник-Серафимово - Попрелка - Потока - Река - Речани - Ровина - Селиште - Сивино - Славейно - Смилян - Смолян - Соколовци - Солишта - Средок - Стикыл - Стойките - Стража - Сырнино - Тикале - Требиште - Турян - Тырын - Ухловица - Фатово - Хасовица - Чамла - Чеплетен - Черешките - Черешово - Черешовска-Река - Чокманово - Чучур - Широка-Лыка |